# Tzvetan Todorov
Tzvetan Todorov (Bulgaars: Цветан Тодоров) (Sofia, 1 maart 1939 – Parijs, 7 februari 2017) was een Bulgaars-Frans (zichzelf altijd Europeaan noemend) Franstalig schrijver, essayist, wetenschapper en filosoof.

## Leven en werk
Todorov emigreerde in 1963 naar Frankrijk, promoveerde in 1970 te Parijs en nam vervolgens de Franse nationaliteit aan. Sinds 1969 werkt hij voor het Centre national de la recherche scientifique, sinds 1987 als onderzoeksdirecteur. Todorov was getrouwd met de Canadees-Franse schrijfster en essayiste Nancy Huston.
Todorov hield zich in zijn werk bezig met een veelheid aan thema’s: linguïstiek, semiotiek, literatuurwetenschap, geschiedenis, politiek, enzovoort. Zijn analyses wortelen sterk in de sociologie, de psychoanalyse en de antropologie. Hij weersprak filosofen als Niccolò Machiavelli en Thomas Hobbes, die de samenleving in feite zien als een noodzakelijk kwaad waartoe de mens veroordeeld is. Zelf zag hij de samenleving vooral als de resultante van een diep-menselijke behoefte, meer in het bijzonder van de psychische behoefte aan erkenning, een filosofie die stoelt op het werk van denkers als Jacques Lacan en Alexandre Kojève.
In Frankrijk maakte Todorov voor het eerst naam als vertaler vanuit het Russisch en pleitbezorger van met name het Russisch formalisme, door hem zelf in zijn Théorie de la littérature, textes des formalistes russes (1965) 'omgewerkt' naar een eigen vorm van structuralisme, narratologie genaamd. Internationaal trok hij vervolgens aandacht met zijn definiëring van de fantastische literatuur in Introduction à la littérature fantastique (1970). Volgens Todorov is alles wat in ons leven gebeurt in potentie bovennatuurlijk. Of anders gezegd: bij elke gebeurtenis moeten we beslissen of het daadwerkelijk heeft plaatsgevonden dan wel een illusie is.
Bekende meer recente werken van Todorov zijn het ook in het Nederlands vertaalde Le Nouveau Désordre mondial. Réflexions d’un européen (De nieuwe wereldwanorde, 2003, waarin hij een nuchtere, humanistische visie geeft op het Europees denken, pleitend voor een aanpassing van de waarden die de Europese Unie kan en moet verdedigen in een gevaarlijke en chaotische wereld) en La Peur des barbares. Au-delà du choc des civilisations (Angst voor de barbaren, 2008, waarin hij een historische beschouwing geeft over de culturele en religieuze verschillen in de wereld, onder andere tussen christendom en islam, met als conclusie dat de 'angst voor barbaren' ons barbaars dreigt te maken). 
Eveneens in Nederlandse vertaling verschenen De onvoltooide tuin (1998), De bekoring van het goede (1999), en Herinnering aan het kwaad (2004).
In 2004 kreeg Todorov in Nederland de internationale Spinozalens-prijs uitgereikt. Volgens het jury-rapport slaagt Todorov erin “om in zijn werk de grote normatieve kwesties van deze tijd – totalitarisme, racisme, geweld, terrorisme, onderdrukking en wereldvervreemding, maar ook verantwoordelijkheid, burgerschap, verzet, kwetsbaarheid en de innoverende kracht van het individuele handelen – op pregnante wijze aan de orde te stellen, door zijn vertrekpunt te zoeken in het individuele levensverhaal”.
Tzvetan Todorov overleed in 2017 op 77-jarige leeftijd.

## Weblinks
- (de) Das Aufeinanderprallen von "Eigenem" und "Fremdem": boekbespreking van De angst voor de barbaren.
- (en) Tzvetan Todorov Book Interview
- (en) Interview met Tzvetan Todorov: “It is surprising to see so many walls erected in the midst of globalisation”, 2010

- Bibsys: 90055623
- Biblioteca Nacional de España: XX901473
- Bibliothèque nationale de France: cb11926748n (data)
- Catàleg d'autoritats de noms i títols de Catalunya: 981058515144506706
- CiNii: DA00702733
- Gemeinsame Normdatei: 119428237
- International Standard Name Identifier: 0000 0001 2135 587X
- Library of Congress Control Number: n81031957
- Nationale Bibliotheek van Letland: 000015392
- Bibliotheek van het Japanse parlement: 00458864
- Nationale Bibliotheek van Tsjechië: jn19990008559
- Nationale bibliotheek van Australië: 36529154
- Nationale Bibliotheek van Israël: 987007268932505171
- Nationale Bibliotheek van Polen: a0000002987915
- Nationale en Universitaire bibliotheek Zagreb: 000010494
- Nederlandse Thesaurus van Auteursnamen: 069173370
- Réseau des bibliothèques de Suisse occidentale: 02-A003903685
- Istituto Centrale per il Catalogo Unico: CFIV011838
- LIBRIS: 316280
- SNAC: w68d7gpv
- Système universitaire de documentation: 027164721
- Trove: 1274780
- Virtual International Authority File: 61553092
- WorldCat: E39PBJj4wVbFXvxQQQqDB8fcyd